# Alfred von Montenuovo
Alfred von Montenuovo, németül: Adam Wilhelm Johann Maria Fürst von Montenuovo, olaszul: Alfredo Adamo Guglielmo Giovanni Maria Conte di Montenuovo (vagy Monte Nuovo) (Bécs, 1854. szeptember 16. – Bécs, 1927. szeptember 6.), a Habsburg–Lotaringiai uralkodóházzal morganatikus rokonságban álló osztrák főrend, Mária Lujza francia császárné unokája, Neuberg (Montenuovo) 2. hercege (Fürst), a bécsi császári udvar főtisztviselője (Hofbeamter), 1909–17 között a császári udvar első főudvarmestere, Ferenc József és rövid ideig I./IV. Károly császár és király szolgálatában.

## Élete

### Származása, ifjúsága
Édesapja Wilhelm Albrecht von Montenuovo osztrák császári altábornagy (1821–1895) volt, született von Neipperg gróf, 1864-től Montenuovo grófja, majd 1. hercege, Ausztriai Mária Ludovika pármai hercegnőnek (1791–1847), I. Napóleon francia császár özvegyének és Adam Albert von Neipperg grófnak (1775–1829), Mária Ludovika főistállómesterének házasságon kívül született fia.
Édesanyja Batthyány-Strattmann Julianna Johanna grófnő (1827–1871) volt, Batthyány-Strattmann Iván (János Nepomuk) gróf (1784–1865) és galánthai Esterházy Mária grófnő (1791–1830) leánya, aki 1850. május 18-án ment feleségül Wilhelm von Montenuovo grófhoz Bécsben.
Szülei házasságából három testvér született:
- Albertina (1853–1895), aki 1873-ban Württembergben Zygmunt Wielopolski (1833–1902) lengyel grófhoz ment feleségül,
- Alfred Wilhelm (1854–1927), Montenuovo 2. hercege, császári főudvarmester,
- Marie (1859–1911), aki 1878-ban nagyapponyi Apponyi Antal grófhoz (1852–1920) ment feleségül.

Apját, Wilhelm von Neipperg grófot unokafivére, Ferenc József császár 1864-ben örökletes hercegi (Fürst von Montenuovo) címmel ruházta fel. Montenuovo a német (frank-sváb) Neipperg / Neuberg („Újhegyi”) családnév olasz tükörfordítása.
Alfred gróf a Bonni és a Heidelbergi Egyetemen jog- és történettudományt hallgatott. 1878-ban parancsőrtisztként részt vett Bosznia okkupációjában.

### Házassága, gyermekei
Alfred von Montenuovo herceg 1879. október 30-án Bécsben feleségül vette Franziska von Kinsky grófnőt (1861–1935), Ferdinand Bonaventurának (1834–1904), Kinsky von Wchinitz és  Tettau 7. hercegének és Maria Josepha von Liechtenstein hercegnőnek (1835–1905) leányát. Négy gyermekük született:
- Juliana Rosa von Montenuovo (1880–1961), aki 1903-ban Dionys Maria Draskovich (Drašković) von Trakostjan grófhoz (1875–1909), majd 1914-ben Karl zu Oettingen herceghez (1877–1930) ment feleségül. Első férjétől született egyetlen leánya, Maria Drašković grófnő (1904–1969) Albrecht bajor herceghez (1905-1996), Rupprecht bajor koronaherceg fiához ment feleségül.
- Marie Felizia von Montenuovo (1881–1954), aki Franz Maria von Ledebur-Wicheln grófhoz (1877–1954) ment feleségül. Két gyermekük született, Franziska (1912–2000) és Johann (1916–1945).
- Alfred Ferdinand („Nándor”) von Montenuovo (1888–1951), Montenuovo 3. (utolsó) hercege, aki 1927-ben (második házasságában) loósi és egervári Solymosi Ilona bárónőt (1895–1988), Solymosy Ödön képviselő unokahúgát vette feleségül. Három leányuk született, Júlia (1930–2003), Mária (1931–?) és Franciska (1934–1987), akik magyar nemesekhez és földbirtokosokhoz mentek feleségül.[10]
- Franziska von Montenuovo (1893–1972), aki Leopold von Lobkowicz herceghez (1888–1933) ment feleségül, négy leányuk született: Maria Julia (1919–?), Amalie (1921–?), Leopoldine (1926–?) és Rosa von Lobkowicz (1929–?).

### A császár udvar főtisztviselője
Montenuovo gróf személyes ellensége volt Ferenc Ferdinánd főhercegnek. Ennek pontos kiváltó oka nem ismert. Montenuovo véleménye közel állhatott a császár álláspontjához, mert ha a főherceg szóba került, az egyébként diszkrét és visszafogott udvari főtisztviselő nem tett féket a nyelvére.
1896-97-ben Ottó Ferenc főhercegnek, Ferenc Ferdinánd trónörökös öccsének főudvarmestere (Obersthofmeister) lett. E minőségében, Gołuchowski külügyminiszterrel karöltve, azon mesterkedett, hogy a császár ne Ferenc Ferdinándot, hanem Ottó főherceget jelölje ki utódjává. Ferenc Ferdinánd tüdőbajban szenvedett, maga a császár is kételkedett abban, alkalmas-e a trónutódlásra, emellett neheztelt rá rangon aluli házassága miatt, melynek megkötését a császár csak úgy engedélyezte, ha a gyermekei nem örökölhetik a trónt. Ottó főherceg viszont közismerten züllött, kicsapongó életet élt, feleségétől különváltan. A szigorú erkölcsű, konzervatív császár neheztelt Ferenc Ferdinándra a házassága miatt, de Ottóra is, méltatlan életvitele miatt. Ferenc Ferdinánd betegségének súlyos fázisaiban Montenuovo főudvarmester és Gołuchowski külügyminiszter igyekezett rábírni a császárt a trónöröklés rendjének megváltoztatására. Ferenc Ferdinánd azonban felgyógyult, és a császár végül hivatalos utódjává nyilvánította. A két főtisztviselő machinációi Ferenc Ferdinándnak is tudomására jutottak, ami tovább rontotta viszonyukat.
1898-tól Ferenc József császár kinevezte őt Rudolf von und zu Liechtenstein herceg (1838–1908), főkamarás, császári főudvarmester (Obersthofmeister) helyettesévé, formálisan „második főudvarmesterré”. Az idős Liechtenstein herceg sokat betegeskedett, az uralkodó főudvarmesterének feladatait de facto Montenuovo látta el. Az egész udvari épületvagyont kezelte, fontos építési feladatokat kezdeményezett és hajtott végre, például téliesítette a schönbrunni kastélyt, így az idős Ferenc József életének utolsó szakaszában már az egész évet Schönbrunnban tölthette. 1901-ben Montenuovo irányításával épült fel a cs.-kir. Udvari Bútor- és Kocsiraktár (k. k. Hofmobiliendepot) épülete a Mariahilfer Straße 88. szám alatt, mely ma a bécsi Bútormúzeum otthona. Személyesen felügyelte az  udvari színházak sorsát, különösen Gustav Mahlernek, a bécsi Udvari Operaház igazgatójának működését segítette. Bécsi palotájában, a Hofburg mellett, a Löwelstraße 6. alatt lakott, szabad idejét vidéki birtokán, az alsó-ausztriai Margarethen am Moos kastélyában töltötte (ma Enzersdorf an der Fischa község része).

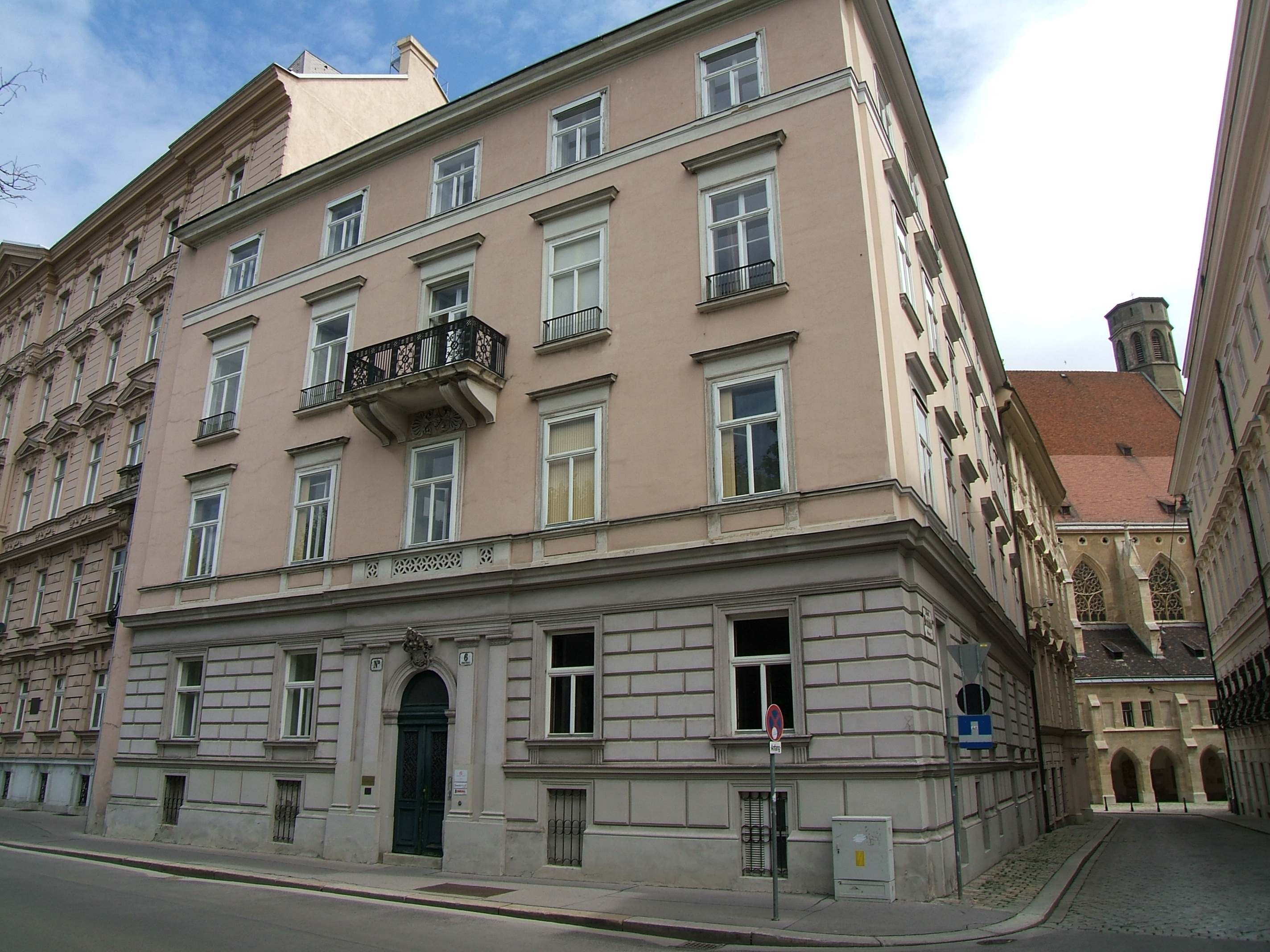
A Montenuovo palota, Bécs, Löwelstraße 6.
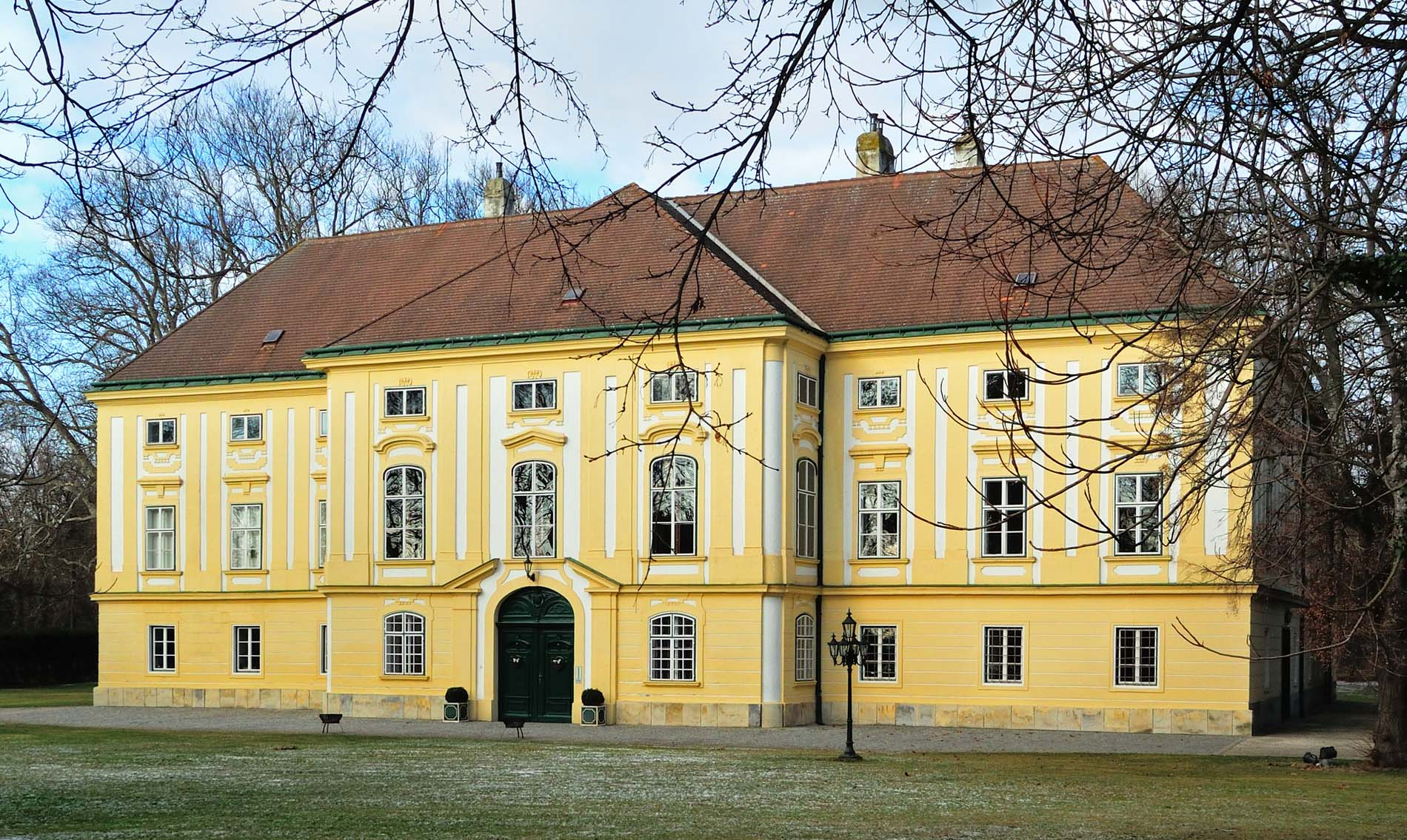
A Margarethen am Moos-i kastély
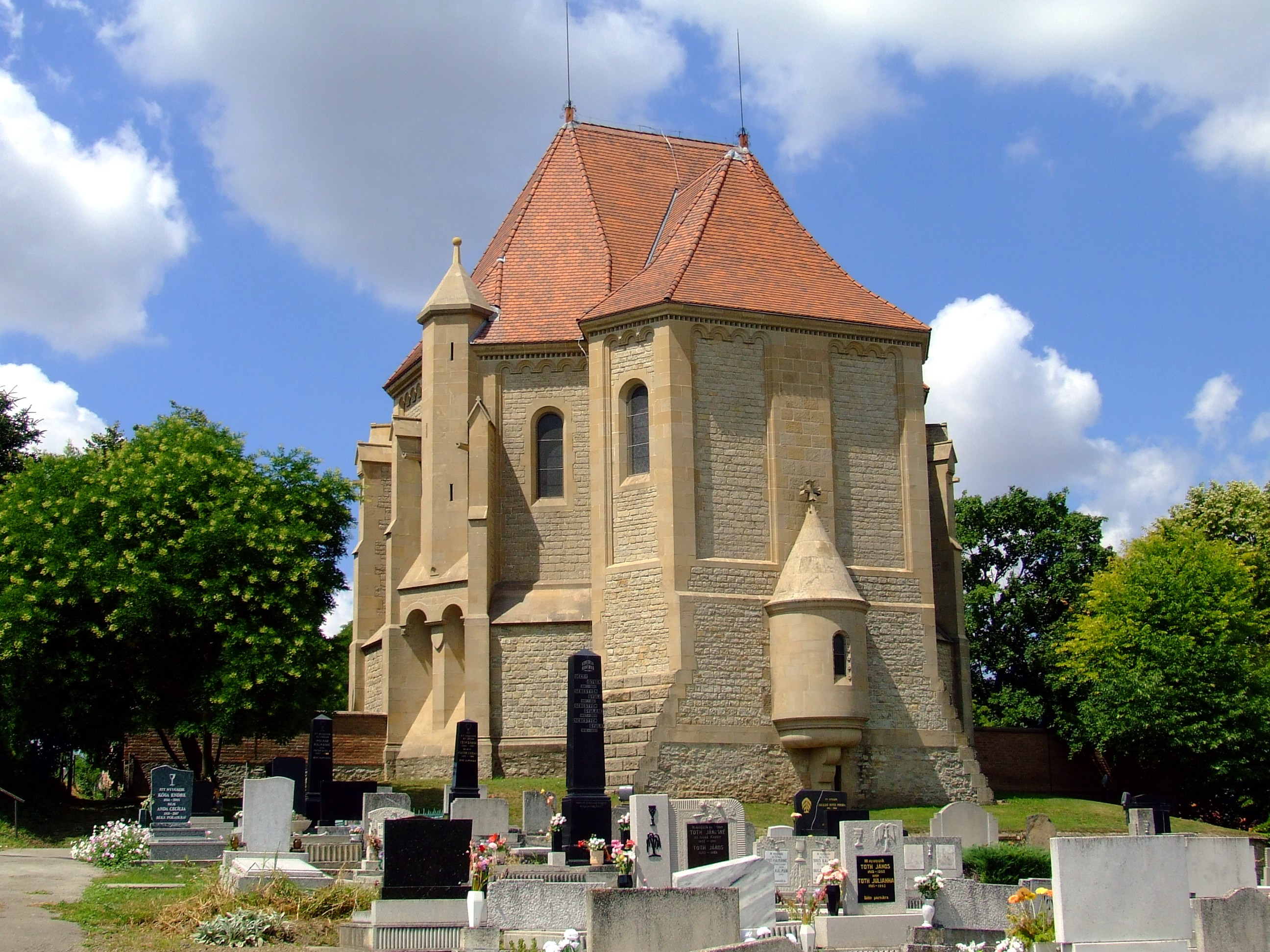
Bóly, a Batthyány-Montenuovo kripta,

### A császár első főudvarmestere
Liechtenstein herceg 1908 végén elhunyt. 1919-ben a 78 éves császár Montenuovo grófot nevezte ki első főudvarmesterévé. Hivatalos címe Ő császári és apostoli királyi Felségének első főudvarmestere lett (németül: Erster Obersthofmeister Seiner k.u.k. Majestät). Fontos reformokat hajtott végre az udvari intézmények és hivatalok szervezetében és költségvetésében, a lakó-és hivatali épületeket szanálta, korszerűsítette. Átszervezésekkel komoly költségcsökkentést ért el.
A bécsi közéletben Montenuovo herceg, főudvarmester igen népszerűtlen személyiség volt. Túlzott befolyást tulajdonítottak neki. Úgy tartották, az idős Ferenc József császár erősen Montenuovo hatása alá került. Számos címet és kitüntetést kapott az uralkodótól. 1896-ban titkos tanácsosi rangot kapott, 1900-ban felvették az Aranygyapjas rend lovagjai közé, és 1908-ban megkapta a Szent István-rend nagykeresztjét is.
Ferenc Ferdinánd iránti gyűlöletét a szarajevói merénylet után a nyilvánosság előtt is kimutatta, a meggyilkolt trónörököspár temetésének szervezésekor. Bár Franz Ferdinánd és Chotek Zsófia koporsóját Boszniából a bécsi Hofburg kápolnájába szállították, de itt csak két órán át maradhattak felravatalozva. Chotek Zsófia hohenbergi hercegnő koporsóját Montenuovo a főhercegénél alacsonyabb szintre állította, hogy rangkülönbségüket megalázó módon kihangsúlyozza. A trónörökös mellé a szokásos módon kihelyezték tábornagyi csákóját, szablyáját, rendjeleit, kitüntetéseit, felesége mellé csak az udvarhölgyek jelképeit, egy fekete legyezőt és egy pár fehér kesztyűt helyeztek. A rövid búcsúztatón csak legszűkebb családtagok vehettek részt, a főhercegi pár saját gyermekeit is kizárták onnan. Sötétedés után a koporsókat elindították a trónörökös artstetteni kastélyába. A koporsókat tiszteletadás és katonai díszkíséret nélkül, a bécsi városi temetkezési vállalat szállította tovább; az út mentén csak az érdeklődő lakosság gyűlt össze. Mindez nem történhetett meg uralkodói jóváhagyás nélkül. Montenuovo a temetés költségeit is megpróbálta a meggyilkolt főherceg gyermekeivel megtéríttetni, de ez már nem sikerült neki.
1917-ben, három hónappal Ferenc József halála után az új császár, I. Károly eltávolította az udvari szolgálatból Montenuovót, helyére Konrad zu Hohenlohe-Schillingsfürst herceget (1863–1918) állította, akinek leánya, Franziska zu Hohenlohe-Waldenburg-Schillingsfürst, Miksa Jenő főhercegnek, a császár öccsének felesége (tehát a császár sógornője) volt.

### Utolsó évei
1919 áprilisában az Osztrák Köztársaság törvényben eltörölte a nemesi rangokat, címeket és megtiltotta a nemesi előnevek használatát (Adelsaufhebungsgesetz). Ettől kezdve a polgári Alfred Montenuovo nevet használta. Bécsben, a Löwelstraße 6. szám alatt Montenuovo-palotában hunyt el, szívroham következtében, 1927. szeptember 6-án. Testét Magyarországra, Bólyba szállították, a Batthyány család kastélyának közelében épült mauzóleumban temették el, szülei mellé.

### Személye szépirodalomban, filmen
Karl Kraus osztrák költő (1874–1936) Az emberiség végnapjai (Die letzten Tage der Menschheit) című, 1915–18 között megjelent tragédia-sorozatában, a szarajevói merényletet követő napok eseményeit ábrázoló jelenetekben szerepelteti Montenuovo főudvarmestert, aki becsmérlően beszél a meggyilkolt trónörökösről, és megtiltja, hogy annak állás nélkül maradt személyzetéből bárkinek is munkát adjanak az udvarnál.
Az utókor Alfred von Montenuovo grófról alkotott képét erősen meghatározta Max Ophüls német filmrendező (1902–1957) 1940-ben bemutatott játékfilmje, a De Mayerling à Sarajevo, amely Ferenc Ferdinánd és Chotek Zsófia szerelmének történetét mutatja be. Montenuovót Aimé Clariond, a párizsi Comédie-Française színésze alakította. Ophüls konok, reakciós gondolkodású intrikusként mutatta be Montenuovót, aki személyes gyűlöletet táplál a haladó szellemű trónörökössel szemben, rosszindulatú rágalmakkal és más aljas módszerekkel igyekszik szétrombolni annak Chotek Zsófiához fűződő boldog kapcsolatát.